# Zimbabwe na Letnich Igrzyskach Olimpijskich 2004
Zimbabwe na XXVIII Letnich Igrzyskach Olimpijskich w Atenach reprezentowało 12 sportowców (3 kobiety i 9 mężczyzn) w 4 dyscyplinach. Był to 7 start mieszkańców Zimbabwe na letnich igrzyskach olimpijskich.

## Zdobyte medale
| Medal  | Zawodnik        | Dyscyplina sportowa | Konkurencja                     |
| ------ | --------------- | ------------------- | ------------------------------- |
| Złoto  | Kirsty Coventry | Pływanie            | 200 m stylem grzbietowym kobiet |
| Srebro | Kirsty Coventry | Pływanie            | 100 m stylem grzbietowym kobiet |
| Brąz   | Kirsty Coventry | Pływanie            | 200 m stylem zmiennym kobiet    |